# 瓦兹河畔比特里
瓦兹河畔比特里（法語：Butry-sur-Oise，法語發音：[bytʁi syʁ waz] ⓘ）是法国法兰西岛大区瓦兹河谷省的一个市镇，位于该省北部，属于蓬图瓦兹区。

## 地理
瓦兹河畔比特里（49°5'10"N, 2°11'54"E）面积2.6 平方千米，位于法国法蘭西島大區瓦兹河谷省，该省份为法国北部内陆省份，北起瓦兹省，西接厄尔省，南至塞纳-圣但尼省、上塞纳省和伊夫林省，东临塞纳-马恩省。
与瓦兹河畔比特里接壤的市镇（或旧市镇、城区）包括：瓦尔蒙杜瓦、瓦兹河畔欧韦尔、利勒亚当、梅列勒。

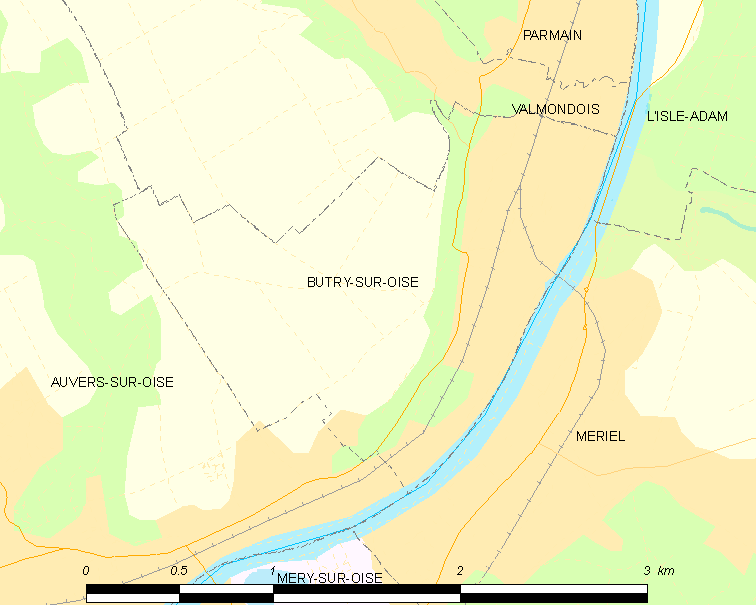
瓦兹河畔比特里的OSM定位图

瓦兹河畔比特里的时区为UTC+01:00、UTC+02:00（夏令时）。

## 行政
瓦兹河畔比特里的邮政编码为95430，INSEE市镇编码为95120。

## 政治
瓦兹河畔比特里所属的省级选区为圣旺洛莫讷县。

## 人口

1962-2008年间瓦兹河畔比特里人口变化图示

瓦兹河畔比特里于2022年1月1日时的人口数量为2242人。